# Marcel Caplet
Pour les articles homonymes, voir Caplet.
Marcel Caplet (né le 25 février 1867 au Havre où il est mort le 5 septembre 1944) était un constructeur français d'automobiles.

## Histoire de l'entreprise
Marcel Caplet, ancien élève de l’École centrale Paris (Promotion 1889), effectue son service militaire au 129e régiment d'infanterie de 1890 à 1891. Il devient membre de la chambre syndicale de navigation automobile en 1904. Il fonde l'entreprise qui porte son nom au Havre en 1906 pour produire des moteurs de bateaux intégrés. Il commercialise ces moteurs trois cylindres sous le nom de Triplex. Le 29 mai 1907, une partie de son garage situé au no 34bis rue Dicquemare est endommagé par un incendie. 1908 voit le début de la production d'automobiles commercialisées sous le nom de Celtic. Entre 1910 et 1912, le nom de marque Caplet a également été utilisé. La production prend fin en 1913.
Marcel Caplet sera président de la Société havraise de photographie en 1922.
Il met au point en 1931 avec Henri de France un système d'émission et de réception de télévision.
Le 5 septembre 1944, il est tué à son domicile au no 3 rue Hippolyte-Fenoux lors des bombardements du Havre et est déclaré mort pour la France.

## Véhicules
L'entreprise a produit des modèles avec des moteurs à quatre cylindres. À partir de 1912, trois modèles d'une puissance de 12 ch sont disponibles. Le moteur était monté à l'avant du véhicule et entraînait l'essieu arrière via un arbre à cardan.